# 吉姆萊格特普萊斯 (加利福尼亞州)
吉姆萊格特普萊斯（英語：Jim Leggett Place）是位於美國加利福尼亞州門多西諾縣的一個非建制地區。該地的面積和人口皆未知。

## 地理
吉姆萊格特普萊斯的座標為39°51′46″N 123°25′14″W / 39.86278°N 123.42056°W，而該地的平均海拔高度為453米（即1486英尺）。